# Maxime Schtrauch
Maxime Maximovitch Schtrauch (en russe : Максим Максимович Штраух), né le 23 février 1900 à Moscou dans l'Empire russe et mort le 3 janvier 1974 à Moscou (Union soviétique), est un acteur soviétique.

## Filmographie partielle
- 1923 : Le Journal de Gloumov (Дневник Глумова) de Sergueï Eisenstein
- 1925 : La Grève (Стачка) de Sergueï Eisenstein
- 1929 : Le Fantôme qui ne revient pas (Привидение, которое не возвращается) de Abram Room
- 1929 : La Ligne générale (Старое и новое) de Sergueï Eisenstein
- 1935 : Le Jeune Homme sévère (Строгий юноша) de Abram Room
- 1938 : Maxime à Vyborg (Выборгская сторона) de Grigori Kozintsev et Leonid Trauberg
- 1938 : L'Homme à la carabine (Человек с ружьём) de Sergueï Ioutkevitch
- 1940 : Sverdlov (Яков Свердлов) de Sergueï Ioutkevitch
- 1943 : Deux Combattants (Два бойца) de Leonid Loukov
- 1948 : Tribunal d'honneur (Суд чести) de Abram Room
- 1949 : La Bataille de Stalingrad (Сталинградская битва) de Vladimir Petrov
- 1949 : La Chute de Berlin (Падение Берлина) de Mikhaïl Tchiaoureli
- 1950 : Le Complot des condamnés (Заговор обречённых) de Mikhaïl Kalatozov : ambassador
- 1956 : Meurtre dans la rue Dante (Убийство на улице Данте) de Mikhaïl Romm
- 1966 : Lénine en Pologne (Ленин в Польше) de Sergueï Ioutkevitch : Lénine

## Récompenses et nominations

### Récompenses
- 1965 : Artiste du peuple de l'URSS